# The Quiet Family
Pour plus de détails, voir Fiche technique et Distribution.
The Quiet Family (조용한 가족, Choyonghan kajok) est un film sud-coréen réalisé par Kim Jee-woon, sorti le 25 avril 1998.

## Synopsis
Une famille décide de construire et gérer une auberge de montagne mais hélas, tous leurs hôtes meurent d'une façon ou d'une autre, ce qui ne manque pas d'embarrasser la famille.

## Fiche technique
- Titre : The Quiet Family
- Titre original : 조용한 가족 (Choyonghan kajok)
- Réalisation : Kim Jee-woon
- Scénario : Kim Jee-woon
- Montage : Kwang-Seok Jeong
- Musique : Jo Yeong-wook et Jeon Sang-Yoon
- Production : Lee Eun
- Société de production : Myung Films
- Société de distribution : Myung Films
- Pays d'origine :  Corée du Sud
- Langue originale : coréen
- Format : couleur - 1.85 : 1 - Dolby Digital - 35 mm
- Genre : comédie horrifique
- Durée : 99 minutes
- Date de sortie :
  -  Corée du Sud : 25 avril 1998

## Distribution
- Park In-hwan : Tae-gu Kang (père)
- Na Mun-hee : Mme Kang
- Song Kang-ho : Yeong-min Kang (fils)
- Choi Min-sik : Chang-ku Kang (oncle)
- Go Ho-kyung : Mi-na Kang (fille)
- Lee Yun-seong : Mi-su Kang (fille)
- Ji Su-won : Eun-su
- Lee Gi-yeong : Admirateur de Mi-su
- Gi Ju-bong : L'homme seul
- Gloria Sauve : Mme Reed

## Autour du film
Ce film a fait l'objet d'un remake La Mélodie du malheur de Takashi Miike en 2001.

## Récompenses
- Nomination au Festival International du film catalan à Sitges (Espagne) en 1998.
- Meilleur film au Festival International du cinéma à Porto (Portugal) en 1999.
- Meilleur réalisateur et meilleur film à la semaine internationale du cinéma fantastique de Malaga en 2000.